# Revue belge de sécurité sociale
La Revue Belge de la Sécurité Sociale (RBSS), est une revue juridique et scientifique qui regroupe plusieurs disciplines. Elle a pour vocation d’informer les acteurs du secteur social sur la protection sociale en Belgique ainsi qu’à l’échelle européenne.  
La RBSS est éditée par le Service Public Fédéral sécurité sociale (SPF sécurité sociale) ayant un comité de rédaction propre à la revue. Ses publications sont accessibles à tous, gratuitement sur le site internet du Service pour les numéros à partir de l'année 2000. Le SPF sécurité sociale fournit également la version papier aux frais du lecteur.
Les numéros plus anciens (à partir de 1959) sont, quant à eux, disponibles dans le catalogue en ligne de Knowledge Center.

## Contexte historique
La Revue Belge de Sécurité Sociale est une revue juridique créée en 1954, au moment de la création d’un nouveau ministère de la Prévoyance sociale, autonome par rapport au ministère du Travail. Ce dernier dispose d’une revue historique, la Revue du Travail (1898-1990). La naissance de la revue en Belgique est symbolisée par la publication de l’arrêté-loi du 28 décembre 1944 concernant la sécurité sociale des travailleurs, aussi appelé le pacte de 1944 dont les missions principales consistent à isoler les citoyens et de subvenir aux besoins des personnes.
Son premier numéro est parlant car d’une part, aucun organe ne s’était consacré auparavant à l'étude réservée à la sécurité sociale. D’autre part, elle fait recours à des chercheurs éminents et des praticiens avertis et il y a une rigueur scientifique au niveau de l’interdisciplinarité car plusieurs disciplines, telles que le droit, l’économie et la sociologie sont sujets.
Elle est éditée en deux langues : français et néerlandais.

## Création

### Intérêts et missions
Des voix sont exprimées en grand nombre pour dire qu’il faut réfléchir à̀ la protection des personnes, aux droits et responsabilités qu’elles ont et qu’elles assument en tant que travailleurs mais aussi en tant que patients, parents, consommateurs et citoyens. Les travailleurs sont au cœur de notre système. Une protection sociale qui, couvrira de manière plus adéquate l’ensemble du cycle de vie . Dès lors, la Revue belge de Sécurité Sociale a été créée. Elle a pour but d’informer les acteurs du secteur social sur la protection sociale en proposant des études et analyses pertinentes pour créer des réflexions, en Belgique, ainsi que dans un contexte européen.
En 1990, la création de la banque-carrefour de la sécurité sociale a simplifié les procédures administratives de la sécurité sociale belge, facilité le traitement des données et d’accroitre l’utilisation des possibilités techniques. La Revue belge est aussi d’une facilité parce qu’elle regroupe différents sujets dans un même endroit.

### Auteurs et comité de lecture
De nombreux auteurs tels que des représentants du monde académique, des fonctionnaires, responsables politiques et collaborateurs de services d'études des partenaires sociaux se sont engagés pour contribuer à une société solidaire en quête de protection et une inclusion sociales performantes.
La revue dispose d’un comité de lecture « peer reviewed » (qui signifie « évalué par les pairs »). Chaque contribution est relue par des collègues qualifiés d’experts anonymes, dites peers. Ces derniers vérifient si l’article publié répond aux exigences de qualités et s’il est nécessaire d’en parler dans le journal. Après les commentaires d’experts, les candidats auteurs peuvent corriger et soumettre à nouveau le texte pour examen aux pairs. C'est un moyen de garantir aux lecteurs que les articles publiés respectent les normes. 

## Publications
Pierre Laroque, un français appelé « le père de la sécurité sociale » a publié en janvier 1954, le premier article dans la Revue Belge de Sécurité Sociale sur le système français de sécurité sociale et ce, après la préface de Henri Jane. Mais c’est seulement en 1959 que la première publication d’article concernant la Belgique a été publiée dans la RBSS par Albert Deléprée. Elle traite les distorsions économiques d’origine sociale et l’intégration européenne.  
Suivant cette publication, il y a eu de nombreux articles sur différentes sujets sociaux tels que les allocations familiales, l’Office National de l’Emploi (ONEM), l’Institut National d’Assurance Maladie-Invalidité (INAMI), chômage et pension. Ce sont des sujets d’articles les plus populaires dans la revue et qui ont fait de nombreuses analyses.
La sécurité sociale se compose de trois régimes : les salariés, les indépendants et les fonctionnaires. La revue traite ces trois régimes et sept branches :  
1. Pensions de retraite et de survie ;
2. Chômage ;
3. Assurance accidents du travail ;
4. Assurance maladie professionnelle ;
5. Allocations familiales ;
6. Assurance obligatoire pour soins de santé et allocations ;
7. Vacances annuelles.

Toutes ces branches font l’objet d’article dans la revue, chaque année, un sujet est choisi et traité. En 2019, c’est la pauvreté et la privation de matérielle qui ont été analysées.
Depuis l’année 2000, il y a quatre éditions annuelles sur différents sujets et ces revues sont disponibles gratuitement sur le site du Service Public Fédéral Sécurité sociale, chargé de l’édition. Les publications antérieures sont disponibles dans le catalogue en ligne de Knowledge Center. Il est également possible de les commander en version papier entre vingt-cinq et cent quarante euros.

## Structure (ligne éditoriale)
C’est à partir de 1959 que la revue devient plus structurée autour de ces rubriques :
- « Articles signés »
- « Chronique de législation de la sécurité sociale »
- « Chronique des études sociales et statistiques »
- « Chronique d’informations internationales de sécurité sociale »
- « Le mouvement des idées et des faits »[4].

Elle garde longtemps cette structure mais vers 1990, elle articule sur des thèmes particuliers qui sont de plus en plus fréquents. Ainsi, une grande partie des numéros de la revue contiennent des articles sur la protection sociale à l’étranger. Par exemple, en 1960, l’index de l’année compte trente-cinq articles sur la sécurité sociale à l’étranger, principalement dans les pays européens tels que l’Allemagne, Luxembourg, France, Italie, Pays-Bas, Grande-Bretagne, Suisse, Suède, mais aussi l’Union des Républiques Socialistes Soviétiques et l’Afrique.
Les articles de la revue sont influencés par les institutions internationales : la Communauté Economique Européenne, le Marché commun, le Conseil de l’Europe, le Bureau International du Travail, Benelux, etc. Et les décisions européennes sont très souvent analysées et commentées. De plus, ils contiennent des références aux doctrines qui déterminent les systèmes de protection sociale à l’échelle internationale.

## Actualités
Chaque année, la Revue belge de la Sécurité Sociale organise un concours, dite le Student Award pour une thèse ou un mémoire de master gratifié par un prix de mille euros et d’une publication dans la revue même.  
En 2019, les articles que les trois lauréats du Student Award ont rédigés dans leur mémoire de master ou thèse traitent de la banque carrefour de la sécurité sociale : vers une généralisation de l’octroi automatique des droits sociaux, de l’impact financier de l’aide alimentaire sur l’efficacité des revenus d’intégration sociale en Belgique, et de la protection sociale des sans abri.
D’ailleurs le 25 mars 2019, Sascha Vermeylen qui s'est vu décerner le prix par Maggie De Block, Ministre des Affaires sociales et de la Santé publique avec son mémoire de Master traitant de la rentabilité des allocations familiales en Flandre avec une comparaison de l’avant et d’après la Sixième Réforme de l’État. 